# INteRNeTTo
Az INteRNeTTo az 1990-es évek egyik legnépszerűbb hazai hírportálja volt. Innen vált ki a későbbi Index.hu alapító-szerkesztőstábja.

## Előzmények: Az első magyar CD-ROM: ABCD
1992-ben Nyírő András és Szakadát István elkészítette a Politika című multimédiás anyagot, amely az MSZMP PB és KB tagjainak fényképeit, életrajzait, plakátokat, sőt korabeli mozgóképfelvételeiket is tartalmazta. Ez a kereshető, hiperhivatkozásokkal megtűzdelt magyar multimédiás CD-ROM, amelyet az Aula Kiadó 300 példányban ki is adott, nagy sajtóvisszhangot kapott. A szerzők nem sokkal később megkeresték Gerényi Gábort egy rendszeresen megjelenő CD-ROM-magazin ötletével. A csapat végül Bíró Istvánnal, az IDG Hungary Kft. igazgatójával állapodott meg, hogy az ABCD névre keresztelt lemezt önálló kiadványként terjesztik.

## Megalakulása és története
Másfél év elteltével az internetpiac is egyre komolyabb számokat produkált. Megjelent a web, és megjelentek a böngészők. Nyírő András lemondott az ABCD főszerkesztőségéről Szakadát javára, és internetes magazint indított Uj Péterrel iNteRNeTTo néven, amit szintén az IDG finanszírozott. Nyírő a Velencei-tó partján választotta a nevet (intenet és tó), ami zseniálisnak bizonyult, hiszen a magyar közvélemény évekig az iNteRNeTTóval azonosította az egyre több publicitást kapó „információs szupersztrádát”, az internetet.
AZ IDG Magyarország a kezdetekben, 1995 nyarán 200 ezer Ft-ot adott az Internettó költségvetésére, egy évre. Nagyjából ugyanaz a stáb dolgozott rajta, mint az ABCD-n. Az infrastruktúrájuk az IDG épületében egy szobában egy számítógéppel működött.
A kezdő csapathoz Horváth Iván csatlakozott még, irodalmi rovatot vezetett (Bábeli könyvtár), Gerényi Gábor internetes rádióadásokat készített. Az olvasó ír (OlvÍr) néven nyílt internetes fórumot indítottak, ami még csak egyetlen topicként működött. Barczi Imre ötlete nyomán heti hírlevelet indítottak, amire ingyenesen elő lehetett fizetni. Ebben az aktualitásokat küldték ki hetente az előfizetőknek, amiről az újságra is át lehetett kattintani. (Ekkor még az iNteRNeTTo nem frissült naponta.)
1996 nyarán kibővült a csapat. Ekkor csatlakozott Bodoky (cyber rovat szerkesztésével), Kiss Bori (moon), Mihancsik Zsófia. Mihancsik tematizált fórummal jelentkezett, A hét kérdésében parázs politikai viták zajlottak. Megalakult a lap napi ügyelete, ennek következtében a főbb hírek naponta frissültek. A Medián napi kétezer olvasót mért, de hirdetők ekkor még nem voltak az iNteRNeTTón. Ebben az évben elindult a tech rovat Barczi Imre (blumi) vezetésével.
1996-ban, amerikai kezdeményezésre internetes világkiállítást rendeztek. Az iNteRNeTTo virtuális magyar pavilonnal jelent meg az Internet Expón, amire 25 milliós támogatást nyertek a Nemzeti Kulturális Alapból. A magyar nyelvű tartalomfejlesztésre szánt összegből a lebonyolításban részt vállaló Műcsarnok és IDG egyaránt százalékot kért. 
1997-ben beindultak az olvasók kérdései alapján szerkesztődő, webkamerával és szövegben közvetített online interjúk. A válaszadók között szerepelt többek között Friderikusz Sándor, Lovasi András és Horn Gyula – a miniszterelnöki interjú tízezres közönsége lefagyasztotta a szervert, ezért azt hamarosan kétprocesszorosra bővítették.
Takács Viktor és Szemők Árpád vezetésével Szegeden, később Kaposváron és Erdélyben, Kaprinay Zoltán (kapcy) vezetésével Pozsonyban indultak vidéki mellékletek külön szerkesztőségi bázissal. Két év alatt tizenöt vidéki mutáció jött létre. Kéki Balázs (keki), a későbbi fórumrendszer megalkotója és Nemes Dániel (Cyd) ekkor csatlakozott rendszergazdaként a csapathoz.  Az iNteRNeTTo fóruma a magyar internetes közösség egyik legrégebbi és legnagyobb hagyományokkal rendelkező találkozási területe. 
1997 végén jelentkeztek az első bevételek a hirdetésekből; 1998 nyarán kísérleti internetes tv-adást indítottak, Lánczi Éva szerkesztésével.

### A szerkesztőség és az IDG szakadása
1998-ra kétségtelenül az iNteRNeTTo volt a legnépszerűbb és egyben egyetlen hírportál Magyarországon. Tavasz végén megindult a befektetői érdeklődés, ekkor már nyolcezer volt a napi olvasottság. Az IDG kezdetben elzárkózott a befektetői megkeresésektől, és gyorsan megemelte a fejlesztési támogatásokat. (2,5 millió volt a bevétel és ugyanennyi a kiadás is, bár többen nem vettek fel fizetést.) A csapat a lapot komoly hírportállá akarta fejleszteni, a befektetői ajánlatok már több százmillió forintról szóltak. Az iNteRNeTTo vezetői a koncepcionális ellentétek miatt megkezdték a kivásárlási tárgyalásokat az IDG-vel. Nyírő András, Gerényi Gábor és Uj Péter új céget alapított (URL Consulting), amivel 1999 áprilisában 15 millió forintos kivásárlási ajánlatot tettek az IDG-nek.
A következő szerkesztőségi ülésen Bíró István elbocsátotta az ajánlattevőket, aminek következtében az egész szerkesztőség felmondott, majd alig egy hónap múlva megalapították az index.hu-t.
A lap élete ekkor még nem ért véget, csak jóval később (2002 után) vásárolta meg az index.hu Zrt.